# Nick Jonas
Nicholas "Nick" Jerry Jonas, född 16 september 1992 i Dallas, Texas, USA, är en amerikansk sångare, låtskrivare och skådespelare. Han är en av medlemmarna i poprockbandet Jonas Brothers, som också består av hans två äldre bröder Kevin och Joe. 
Jonas Brothers började som ett soloprojekt av Nick Jonas. När skivbolaget Daylight/Columbia Records fick reda på att även Nicks båda bröder Kevin och Joe skrev och spelade musik, föreslog bolaget att de tre skulle bilda ett band. Den första låten de spelade in som band var "Please be Mine" och deras första album It's About Time gavs ut 2006.
År 2010 bildade Nick Jonas bandet Nick Jonas and the Administration. Bandets debutalbum Who I Am gavs ut samma år. 2014 gav han ut ett album som soloartist, betitlat Nick Jonas, där han i några låtar sjunger tillsammans med artister som Angel Haze och Demi Lovato.
Nick Jonas är också skådespelare. Han spelar bland annat en av huvudkaraktärerna i DirecTV:s dramaserie Kingdom som hade premiär 2014.

## Biografi
Nick Jonas föddes i Dallas i Texas, som son till Denise, en före detta teckenspråkslärarinna och sångerska, och Paul Kevin Jonas Sr, en låtskrivare, musiker och tidigare pastor i en pingstkyrka. Han växte upp i Wyckoff i New Jersey och fick hemundervisning av sin mor. Han gick ut high school 2009. Nick och hans bröder är av irländsk, italiensk och tysk härkomst.
Nick Jonas diagnostiserades med typ 1-diabetes vid 13 års ålder och bär en insulinpump. Tillsammans med sina bröder har han utvecklat Change for the Children Foundation, en insamlingsfond för att hjälpa barn med allvarliga sjukdomar. I partnerskap med fem olika välgörenhetsorganisationer är fondens mål att samla in pengar till sjuka barn och öka medvetenheten om diabetes i samhället. Han har också utvecklat en informationskampanj med Washington Nationals för att stödja diabetesvården på Children's National Medical Center i Washington, DC.

### Tidiga år
Nick Jonas karriär startade när han upptäcktes av en professionell showbusinessmanager vid sex års ålder i en frisersalong medan hans mor friserades. Vid sju års ålder började han spela på Broadway. Han har medverkat i flera pjäser, inklusive A Christmas Carol (2000 som lille Tim och den åtta år unge Scrooge), Annie Get Your Gun (2001 som lille Jake), Skönheten och odjuret (2002 som Chip) och Les Misérables (2003 som Gavroche). Efter Les Misérables hade han en roll i Sound of Music (som Kurt) på Paper Mill Playhouse, som är en regional teater i Millburn i New Jersey.
År 2002, när han uppträdde i Skönheten och odjuret, skrev Nick Jonas en låt tillsammans med sin far kallad "Joy to the World (A Christmas Prayer)", som togs med på 2002 års årliga Broadway Cares/Equity Fights AIDS-album, betitlat Broadway's Greatest Gifts: Carols for a Cure, Vol. 4. I november 2003 fick skivbolaget INO Records ett demoexemplar av "Joy To The World (A Christmas Prayer)". De släppte låten till kristen radio, där den snabbt blev populär.
I september 2004 upptäckte Columbia Records Nick Jonas sång. Han erbjöds snart ett skivkontrakt med INO Records och Columbia Records och släppte singeln "Dear God". En andra singel, "Joy to the World (A Christmas Prayer)" (en soloinspelning), släpptes den 16 november. Den var tänkt att följas av ett släpp av det självbetitlade soloalbumet Nicholas Jonas, men det sköts upp, och albumet släpptes först i begränsad utgåva i september 2005. På albumet finns flera låtar som Jonas Brothers senare placerade på sina album, bland annat "When You Look Me in the Eyes"", "Please Be Mine" och "Time for Me to Fly".
2005, när skivbolaget Daylight/Columbia Records fick reda på att även Nicks båda bröder Kevin och Joe skrev och spelade musik, föreslog bolaget att bröderna skulle bilda ett band. Detta gjorde de och bandet fick namnet Jonas Brothers.

### Musikkarriär

#### Jonas Brothers
Jonas Brothers blev en framgång och bandet har toppat ett flertal listor. It's About Time, brödernas första album, släpptes 8 augusti 2006. Bandets självbetitlade andra album, Jonas Brothers, släpptes den 7 augusti 2007. Albumet placerade sig som nr 5 på albumlistan Billboard Hot 200 under dess första försäljningsvecka. Deras tredje studioalbum, A Little Bit Longer, släpptes i USA 12 augusti 2008 och topplacerades som nr 1 på Billboard 200. Den 16 juni 2009 släppte bröderna sitt fjärde studioalbum, Lines, Vines and Trying Times. Albumet topplacerades som nr 1 på Billboard 200. Bandet splittrades 2013, sedan de tre bröderna bestämt sig för att fortsätta på individuella karriärer.
Jonas Brothers var med som gästartister på Miley Cyrus turné Hannah Montana and Miley Cyrus: Best of Both Worlds Tour, som senare även blev en konsertfilm. Jonas Brothers har själva gjort en egen konsertfilm, Jonas Brothers: The 3D Concert Experience, 2009.

#### Solokarriär
År 2010 bildade Nick Jonas ett nytt band, Nick Jonas and the Administration, och gav ut ett nytt album, Who I Am (som alltså inte inkluderade hans bröder Joe och Kevin). Bandet fick sitt namn, Nick Jonas and the Administration, efter Nicks intresse för politik. Anledningen till att han gjorde en egen skiva var att han hade skrivit flera låtar som inte nödvändigtvis passade för Jonas Brothers. Han påpekade att Jonas Brothers inte hade splittrats, och att detta var ett sidoprojekt och något han alltid velat göra och att han hade sina bröders fulla stöd. I början av januari 2010 åkte han på turné med Nick Jonas and The Administration i USA. Hans bröder Joe och Kevin var gästartister under att antal shower. De tre brödernas band, Jonas Brothers, splittrades dock ändå några år senare, 2013, sedan bröderna bestämt sig för att fortsätta på individuella karriärer.
År 2014 gav Nick Jonas ut ett soloalbum, betitlat Nick Jonas, där han i några låtar sjunger tillsammans med artister som Angel Haze och Demi Lovato.

### Skådespelarkarriär
Nick Jonas medverkade i unga år i flera Broadwayuppsättningar av olika pjäser, som A Christmas Carol (2000), Annie Get Your Gun (2001), Skönheten och odjuret (2002) och Les Misérables (2003), samt i en uppsättning av Sound of Music på  Paper Mill Playhouse (2003). Sedan tog hans musikkarriär fart, inte minst i och med att Jonas Brothers bildades som band 2005. Under följande år gjorde han en hel del TV-framträdanden, inte minst i TV-serier och TV-filmer på Disney Channel.
Den 17 augusti 2007 var Nick Jonas, tillsammans med sina bröder Joe och Kevin, stjärngäst i ett avsnitt av TV-serien Hannah Montana. År 2008 medverkade Nick och hans bröder i TV-filmen Camp Rock  som hade premiär den 20 juni 2008 på Disney Channel i USA, där de spelade medlemmarna i ett band som heter Connect 3. Nick spelade rollen som Nate, gitarrist i bandet. Ett soundtrack till filmen släpptes den 17 juni 2008. I oktober 2009 spelades uppföljaren Camp Rock 2: The Final Jam in. Den hade premiär den 3 september 2010 i USA.
Disney Channel har även visat en rad miniserier med bröderna Jonas. Jonas Brothers: Living the Dream som hade premiär på Disney Channel i USA den 16 maj 2008 dokumenterade brödernas liv under deras "Look Me In The Eyes"-turné. Det blev totalt 14 avsnitt. Nick och hans bröder fick även sin egen TV-serie, JONAS, på Disney Channel. Serien handlar om tre bröder som bildar ett popband och försöker balansera livet som skolelever och rockstjärnor. Serien hade premiär i USA den 2 maj 2009, och i Sverige den 2 oktober 2009. Den 20 juni 2010 hade säsong två av serien, kallad Jonas L.A., premiär. Den utspelar sig i L.A (Los Angeles) där bröderna njuter av sommarlovet med sina vänner samtidigt som de försöker hantera romanser och uppnå nya mål.
Sedan 2010 har Nick Jonas även haft några mindre roller i TV-serier som sänts av andra bolag, bland annat i Hawaii Five-0 som sänds av CBS. Han spelar också en av huvudkaraktärerna i DirecTV:s dramaserie Kingdom som hade premiär 2014. Hans första huvudroll i en spelfilm var rollen som Doug Martin i filmen Careful What You Wish For som hade premiär 2015.
Nick Jonas har sedan 2010 även återigen medverkat i några teateruppsättningar. I juni 2010 spelade han Marius i musikalen Les Miserables i West End i London och den 3 oktober 2010 spelade han samma roll i uppsättningen för att fira 25-årsjubileet av musikalen på den stora arenan O2 i London. År 2011 var han med i en uppsättning av musikalen Hairspray på Hollywood Bowl. År 2012 spelade han rollen som Pierpont Finch i Hur man lyckas i affärer utan att egentligen anstränga sig på Broadway.

## Diskografi
Se Jonas Brothers diskografi och diskografin för Nick Jonas and the Administration.
Musikalbum som soloartist
Nick Jonas (2014)
Låtlista
| Nr  | Titel                     | Längd |
| --- | ------------------------- | ----- |
| 1.  | "Chains"                  | 3:23  |
| 2.  | "Jealous"                 | 3:43  |
| 3.  | "Teacher"                 | 3:19  |
| 4.  | "Warning"                 | 3:16  |
| 5.  | "Wilderness"              | 3:47  |
| 6.  | "Numb"                    | 3:58  |
| 7.  | "Take Over"               | 2:40  |
| 8.  | "Push"                    | 3:32  |
| 9.  | "I Want You"              | 3:23  |
| 10. | "Avalanche"               | 3:17  |
| 11. | "Nothing Would Be Better" | 4:34  |

Nicholas Jonas (2005)
Låtlista
| Nr  | Titel                                   | Längd |
| --- | --------------------------------------- | ----- |
| 1.  | "Dear God"                              | 3:20  |
| 2.  | "Time for Me to Fly"                    | 3:30  |
| 3.  | "Appreciate"                            | 3:09  |
| 4.  | "When You Look Me in the Eyes"          | 4:02  |
| 5.  | "Higher Love"                           | 3:59  |
| 6.  | "Please Be Mine"                        | 4:22  |
| 7.  | "I Will Be the Light"                   | 4:24  |
| 8.  | "Don't Walk Away"                       | 3:43  |
| 9.  | "Joy to the World (A Christmas Prayer)" | 4:27  |
| 10. | "Crazy Kinda Crush on You"              | 2:59  |
| 11. | "Wrong Again"                           | 4:01  |

## Filmografi
| Film              | Film                                                      | Film                                         | Film |
| År                | Film                                                      | Roll                                         | Kommentar |
| ----------------- | --------------------------------------------------------- | -------------------------------------------- | --- |
| 2008              | Hannah Montana & Miley Cyrus: Best of Both Worlds Concert | Sig själv                                    | Konsertfilm i digital 3D                                                                                                 |
| 2008              | Camp Rock                                                 | Nate                                         | Gjord för TV |
| 2009              | Jonas Brothers: The 3D Concert Experience                 | Sig själv                                    | Konsertfilm i digital 3D                                                                                                 |
| 2009              | Natt på museet 2                                          | Cherub                                       | Film |
| 2010              | Camp Rock 2: The Final Jam                                | Nate                                         | Gjord för TV |
| 2010              | Les Miserables In Concert: The 25th Anniversary           | Marius Pontmercy                             | Begränsad biopremiär; släppt på DVD och blu-ray i Storbritannien 29 november 2010                                        |
| 2011              | Jonas Brothers: The Journey                               | Sig själv                                    | Dokumentär |
| 2015              | Careful What You Wish For                                 | Doug Martin                                  | Första huvudrollen i en spelfilm                                                                                         |
| 2017              | Jumanji: Welcome to the Jungle                            | Alex Vreeke / Jefferson "Seaplane" McDonough | Film |
| 2019              | UglyDolls                                                 | Lou                                          | Röstroll |
| 2019              | Jumanji: The Next Level                                   | Alex Vreeke / Jefferson ”Seaplane” Mcdonough | Film |
| TV-serier         |                                                           |                                              | |
| År                | Titel                                                     | Roll                                         | Kommentar |
| 2007              | Hannah Montana                                            | Sig själv                                    | "Me and Mr. Jonas and Mr. Jonas and Mr. Jonas" (säsong 2, avsnitt 16)                                                    |
| 2009–2010         | Jonas L.A.                                                | Nick Lucas                                   | Disney Channel originalserie                                                                                             |
| 2011              | Mr. Sunshine                                              | Eli White                                    | |
| 2011              | Last Man Standing                                         | Ryan Vogelson                                | "Last Christmas Standing" (säsong 1, avsnitt 10)                                                                         |
| 2012              | Smash                                                     | Lyle West                                    | "The Cost of Art" (säsong 1, avsnitt 4) och "Bombshell" (säsong 1, avsnitt 15)                                           |
| 2012              | Submissions Only                                          | Dansare                                      | "Another Interruption" (säsong 2, avsnitt 8)                                                                             |
| 2013–2015         | Hawaii Five-0                                             | Ian Wright                                   | "Akanahe" (säsong 4, avsnitt 8), "O ka Pili'Ohana ka 'Oi" (säsong 4, avsnitt 22) och "Poina ʻOle" (säsong 5, avsnitt 12) |
| 2014–             | Kingdom                                                   | Nate Kulina                                  | Huvudroll |
| 2015              | Scream Queens                                             | Boone                                        | Återkommande roll |
| Reality-TV        |                                                           |                                              | |
| År                | Titel                                                     | Roll                                         | Kommentar |
| 2008, 2010        | Jonas Brothers: Living the Dream                          | Sig själv                                    | Realityserie |
| 2009              | Band in a Bus                                             | Sig själv                                    | Reality DVD |
| 2012              | X Factor USA                                              | Sig själv                                    | Säsong 2, assisterande jurymedlem                                                                                        |
| 2012–2013         | Married to Jonas                                          | Sig själv                                    | Dokusåpa |
| 2015              | The Voice USA                                             | Sig själv                                    | Säsong 8 |
| Gästframträdanden |                                                           |                                              | |
| År                | Titel                                                     | Roll                                         | Kommentar |
| 2008              | Studio DC: Almost Live                                    | Sig själv                                    | Andra showen |
| 2008              | Extreme Makeover: Home Edition                            | Sig själv                                    | "The Akers Family" (säsong 6, avsnitt 2)                                                                                 |
| 2009              | Saturday Night Live                                       | Sig själv                                    | 14 februari 2009 |
| 2010              | Live! with Regis and Kelly                                | Sig själv                                    | 8 januari 2010 |
| 2010              | Minute to Win It                                          | Sig själv                                    | 12 maj 2010 |
| 2010              | I Get That a Lot                                          | Sig själv                                    | 19 maj 2010 |
| 2010              | Extreme Makeover: Home Edition                            | Sig själv                                    | "The Heathcock Family" (säsong 7, avsnitt 17)                                                                            |
| 2010              | Biggest Loser (USA)                                       | Sig själv                                    | Säsong 10, avsnitt 13 |
| 2011              | Dancing with the Stars                                    | Sig själv                                    | Publikmedlem |
| 2012              | Empire Girls: Julissa and Adrienne                        | Sig själv                                    | Ses i ett avsnitt |
| 2013              | Miss USA 2013                                             | Sig själv                                    | Assisterande studiovärd, uppträder med Jonas Brothers                                                                    |
| 2013              | 2013 Teen Choice Awards                                   | Sig själv                                    | Uppträdande |
| 2015              | Miss Universe 2014                                        | Sig själv                                    | Uppträdande, framförde låtarna "Chains", "Jealous" och "Teacher"                                                         |
| 2015              | 2015 Kids' Choice Awards                                  | Sig själv                                    | Studiovärd |